# Gunilla Jacobsson
Gunilla Jacobsson (Göteborg, 7 mei 1946) is een schaatsster uit Zweden. Ze vertegenwoordigde haar vaderland op de Olympische Winterspelen 1964 in Innsbruck.

## Resultaten

### Olympische Spelen
| Jaar | Plaats    | Resultaten                                               |
| ---- | --------- | -------------------------------------------------------- |
| 1964 | Innsbruck | 6e 500 meter 6e 1000 meter 11e 1500 meter 15e 3000 meter |

### Wereldkampioenschappen
| Jaar | Plaats       | Resultaten   |
| ---- | ------------ | ------------ |
| 1963 | Karuizawa    | 7e Allround  |
| 1964 | Kristinehamn | 11e Allround |
| 1965 | Oulu         | 21e Allround |

### Zweedse kampioenschappen
| Jaar | Allround |
| ---- | -------- |
| 1962 | DNF      |
| 1963 | Zilver   |
| 1964 | Zilver   |
| 1965 | Brons    |

## Persoonlijke records
| Afstand    | Tijd    | Datum            | Baan      |
| ---------- | ------- | ---------------- | --------- |
| 500 meter  | 45,70   | 21 januari 1964  | Davos     |
| 1000 meter | 1.35,10 | 21 februari 1963 | Karuizawa |
| 1500 meter | 2.28,40 | 21 januari 1964  | Davos     |
| 3000 meter | 5.18,00 | 23 januari 1964  | Davos     |